# Клаус Ебнер
Клаус Ебнер (* 8. августа 1964. у Бечу, Аустрија) је аустријски књижевник, есејиста, преводилац и каталонски песник. Он је члан аустријској друштва књижевника .

## Живот
Клаус Ебнер је рођен у Бечу 1964. Студирао је германистику и Романски језици, превод и европску економију. Радио је у бечком литерарном часопису Texte. Потом је радио као преводилац, учитељ језика и менаџер пројекта. 1989-2004 он је писао информатске чланке и книге о програмима и мрежама. Прва книга прози је публиковала 2007. Књижевник пише прозу, есеји и поезију. И пише поезију на каталонски. Ebner је члан аустријској друштва књижевника .

## Литерарне награде
- 2008  влада Аустрије
- 2007 , Беч
- 2007  влада Аустрије
- 2007  Међународне Награде за поезију Nosside, Ређо Калабрија
- 2005  (4.)
- 2004  (антологија), Барселона
- 1988  за роман
- 1984 Награда за радио Драму литерарној часописа TEXTE (3.)

## Дела у антологијама
- Träume ("снови"); проза, у: Junge Literatur aus Österreich 85/86, Österreichischer Bundesverlag, Беч. 1986.  978-3-215-06096-0.
- Island ("Исланд"); поезија, у: Vom Wort zum Buch, Edition Doppelpunkt, Беч. 1997.  978-3-85273-056-1.
- El perquè de tot plegat; каталонска поезија, у: La Catalana de Lletres 2004, Cossetània Edicions, Барселона. 2005.  978-84-9791-098-9.
- Das Begräbnis ("покоп"); приповетка, у: Kaleidoskop, Edition Atelier, Беч. 2005.  978-3-902498-01-4.
- Die Stadt und das Meer ("Град и море"); есеј, у: Reisenotizen, FAZ Verlag, Беч. 2007.  978-3-9502299-4-3.